# Сферичні гармоніки
Сфери́чні гармо́ніки — набір ортонормованих функцій двох кутових змінних {\displaystyle \theta } і {\displaystyle \varphi }, які складають повний базис функцій сферичного кута.

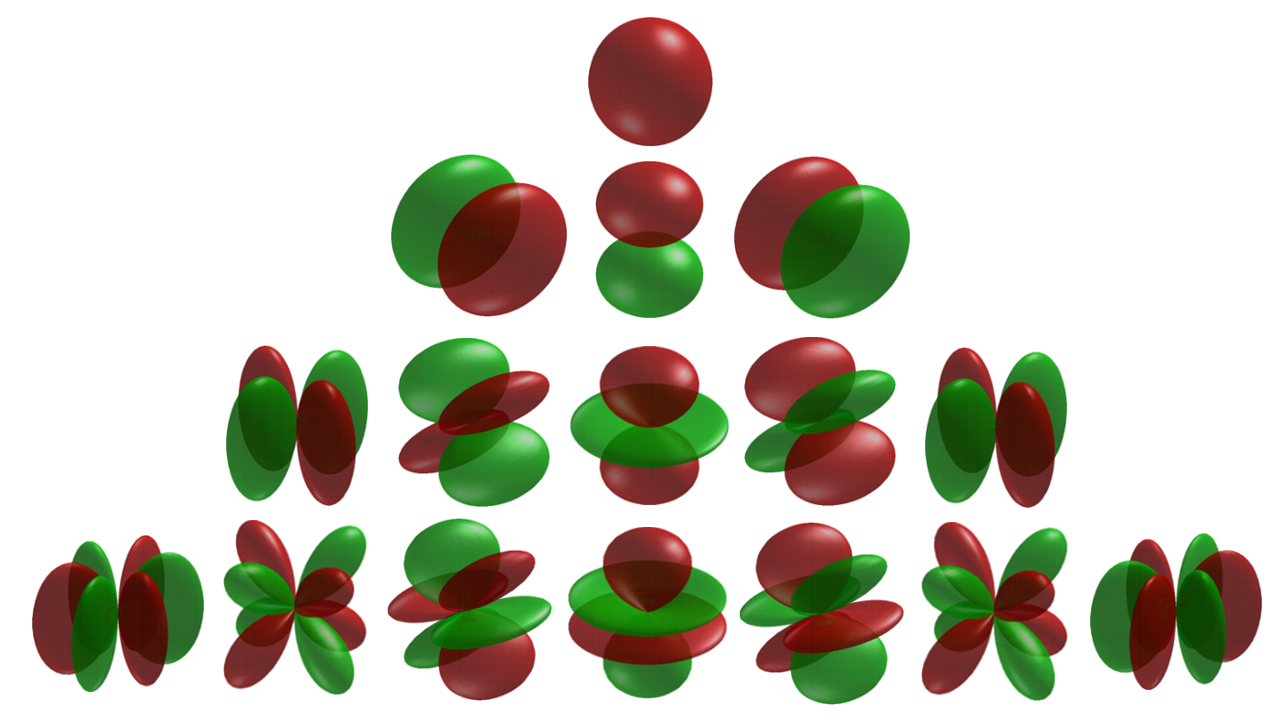
Візуальне зображення перших декількох сферичних гармонік. Червоний колір вказує на додатність функції, зелений на від'ємність.

Сферичні гармоніки позначаються {\displaystyle Y_{l,m}(\theta ,\varphi )}, де l = 0,1,2…, а m пробігає
значення від -l до l.
{\textstyle Y_{l,m}(\theta ,\varphi )=(-1)^{(m+|m|)/2}{\sqrt {{\frac {2l+1}{4\pi }}{\frac {(l-m)!}{(l+m)!}}}}P_{l}^{|m|}(\cos \theta )e^{im\varphi }},
де {\displaystyle P_{l}^{|m|}(x)} - приєднані поліноми Лежандра.
Сферичні гармоніки є власними функціями оператора кутового моменту.
Множник в означенні сферичних гармонік вибирається з умови нормування 
{\displaystyle \int Y_{l^{\prime },m^{\prime }}^{*}(\theta ,\varphi )Y_{l,m}(\theta ,\varphi )d\Omega =\delta _{l,l^{\prime }}\delta _{m,m^{\prime }}},
де інтегрування проводиться по повному сферичному куту, а {\displaystyle \delta _{l,l^{\prime }}} - символ Кронекера.

## Деякі сферичні гармоніки з малими l
{\displaystyle Y_{0}^{0}(\theta ,\varphi )={1 \over 2}{\sqrt {1 \over \pi }}}
{\displaystyle Y_{1}^{-1}(\theta ,\varphi )={1 \over 2}{\sqrt {3 \over 2\pi }}\,\sin \theta \,e^{-i\varphi }}
{\displaystyle Y_{1}^{0}(\theta ,\varphi )={1 \over 2}{\sqrt {3 \over \pi }}\,\cos \theta }
{\displaystyle Y_{1}^{1}(\theta ,\varphi )={-1 \over 2}{\sqrt {3 \over 2\pi }}\,\sin \theta \,e^{i\varphi }}
{\displaystyle Y_{2}^{-2}(\theta ,\varphi )={1 \over 4}{\sqrt {15 \over 2\pi }}\,\sin ^{2}\theta \,e^{-2i\varphi }}
{\displaystyle Y_{2}^{-1}(\theta ,\varphi )={1 \over 2}{\sqrt {15 \over 2\pi }}\,\sin \theta \,\cos \theta \,e^{-i\varphi }}
{\displaystyle Y_{2}^{0}(\theta ,\varphi )={1 \over 4}{\sqrt {5 \over \pi }}\,(3\cos ^{2}\theta -1)}
{\displaystyle Y_{2}^{1}(\theta ,\varphi )={-1 \over 2}{\sqrt {15 \over 2\pi }}\,\sin \theta \,\cos \theta \,e^{i\varphi }}
{\displaystyle Y_{2}^{2}(\theta ,\varphi )={1 \over 4}{\sqrt {15 \over 2\pi }}\,\sin ^{2}\theta \,e^{2i\varphi }}